# Pointe des Encrennes
Pointe des Encrennes är en bergstopp i Schweiz. Den ligger i distriktet Aigle och kantonen Vaud, i den sydvästra delen av landet, 80 km söder om huvudstaden Bern. Toppen på Pointe des Encrennes är 2 644 meter över havet.